# Kevin Kowalski
Kevin Victor Kowalski (* 2. Januar 1989 in Bedford, Ohio) ist ein ehemaliger US-amerikanischer American-Football-Spieler. Er spielte zwei Saisons auf der Position des Centers für die Dallas Cowboys in der National Football League (NFL).

## College
Kowalski spielte zwischen 2007 und 2010 College Football an der University of Toledo für die Toledo Rockets. In seiner ersten Saison hatte er am dritten Spieltag seinen ersten Einsatz, noch auf der Position des Guards. In seiner zweiten Saison startete er in allen zwölf Spielen als rechter Guard. 2009 wechselte er auf die Position des Centers, wo er auch in allen zwölf Spielen startete. In seiner letzten Saison spielte in allen dreizehn Spielen als Starter und wurde in den Senior Bowl berufen.

## NFL

### Dallas Cowboys
Nachdem Kowalski im NFL Draft 2011 nicht ausgewählt wurde, verpflichteten ihn am 26. Juni 2011 die Dallas Cowboys. In der Saison 2011 ersetzte er vor allem verletzte Spieler, startete selbst in keinem Spiel. In die Saison 2012 startete er aufgrund einer Knöchelverletzung auf der Injured Reserve List. Am 17. November 2012 wurde er in den 53-Mann-Hauptkader befördert, spielte aber in dieser Saison kein Spiel. Am 31. August 2013 wurde er von den Cowboys entlassen.

### Washington Redskins
Am 8. Januar 2014 verpflichteten die Washington Redskins Kowalski. Er wurde am 29. August 2014 von ihnen entlassen.